# 세르비아어 키릴 문자
세르비아어 키릴 문자(세르비아어: Српска ћирилица азбука)는 중세 세르비아에서 유래된 세르비아어를 쓰는 데 사용되는 키릴 문자의 변형이다. 19세기에 세르비아의 언어학자인 부크 카라지치에 의해 개혁되었다. 현대 표준 세르비아어를 쓰는 데 사용되는 두 가지 문자 중 하나이며, 다른 하나는 가이식 라틴 문자다.